# Blastothrix longipennis
Blastothrix longipennis är en stekelart som beskrevs av Howard 1881. Blastothrix longipennis ingår i släktet Blastothrix och familjen sköldlussteklar. Inga underarter finns listade.